# Токмаков, Иван Фёдорович (меценат)
Иван Фёдорович Токмаков (1838, Нерчинск, Забайкальская область, Российская империя — 1 августа 1908, Кореиз, Ялтинский уезд, Таврическая губерния, Российская империя) — русский чаеторговец и винодел, кяхтинский купец 1-й гильдии, благотворитель и меценат.

## Биография
Родился в 1838 году в Нерчинске в семье Фёдора Васильевича Токмакова (1815—1847) и Марии Алексеевны, урождённой Кандинской (1819—1883), троюродной бабушки Василия Васильевича и Виктора Хрисанфовича Кандинского.
Согласно ряду источников, в 1861 году принял участие в первом торговом караване в Китай. Михаил Белокрыс в своей книге «На пути к Великой стене» утверждает, что нет документов, подтверждающих участие Ивана Фёдоровича в этой поездке. В 1865 году становится совладельцем одного из первых торговых домов образованных в Китае «Иванов, Окулов и Токмаков».
В январе 1874 становится совладельцем торгового дома «Токмаков, Шевелёв и Ко», ставшего одной из крупнейших чаеторговых компаний России.
Иван Фёдорович в 1879 году был утверждён почётным блюстителем Троицкосавского уездного училища на три года. В 1880 году на выписку книг и учебных пособий пожертвовал 798 р. 27 к., довольно крупная по тем временам сумма. Эта общественная инициатива была значительным вкладом в развитие просвещения в Восточной Сибири, учитывая поддержку со стороны государства. Жена Токмакова Варвара Ивановна, урождённая Теплова (1850—1936), регулярно выделяла деньги на школу в селе Тамир.
В 1880 году совместно с Михаилом Шевелёвым стал сооснователем первого русского торгового пароходства на Дальнем Востоке — судоходного общества «Добровольный флот».
В начале 1880-х годов Иван Фёдорович заболел туберкулёзом и по совету врачей переехал в Крым. На южном берегу Крыма вблизи Кореиза он приобрёл значительное имение и основал поместье «Олеиз». Строительство было завершено в 1885 году, и Иван Фёдорович поселился там вместе с женой Варварой Ивановной, тремя сыновьями и тремя дочерьми.
Известно, что управляющим торгового дома «Токмаков, Молотков и Ко» был кяхтинский купец 2-й гильдии Николай Гаврилович Сахаров. Его семья часто гостила в имении Олеиз.
Осенью 1889 года «Торговый дом Токмакова и Молоткова» приобретает в Алуште винодельческое хозяйство «Романово», которым ранее владел Даниил Романович Петреченко, сподвижник графа М. С. Воронцова. Даниил Романович владел виноградниками и занимался изготовлением шипучих вин в Алуште с 1830 года. Винодельческое хозяйство начало активно развиваться: закладывались новые виноградники, модернизировалось производство, расширялись площади, подвалы, приглашались специалисты.
Вина «Торгового дома Токмакова и Молоткова» стали известной торговой маркой, их качество подтверждали многочисленные награды на международных и Всероссийских выставках в 1895, 1896, 1909, 1912, 1918 годах. Была создана система сбыта винной продукции в стеклянных бутылках во многих городах России. Продукция торгового дома активно рекламировалась на страницах газет и в путеводителях. В Москве выпускают книгу «Винодельческое хозяйство и виноторговля Токмакова и Молоткова в Алуште (Южный берег Крыма) 1889—1913 годы», которая детально рассказывает о винах, производимых в Алуште. Первый выпуск этого издания был в 1896 году.
В Кореизе на деньги Ивана Фёдоровича была построена первая школа и больница. Участок под строительство больницы был приобретён графиней Софьей Владимировной Паниной. С 1895 по 1913 год были выстроены здание для хирургических и терапевтических больных, заразный барак, родильный приют, большая амбулатория, прачечная, дом для врачей, надворные постройки, проложен водопровод и устроена канализация. Многие влиятельные люди жертвовали свои деньги на содержание больницы.
В Ялте Иваном Фёдоровичем были построены корпуса для сестёр милосердия, в Алуште — пансион для отдыхающих, а в самом Олеизе — народный дом для спектаклей и концертов. Иван Токмаков помогал нуждающимся в Алуште и Кореизе, оплатил установку в Мисхоре мраморной скульптуры русалки с ребёнком. На даче в его имении отдыхали известные литераторы, артисты, политические и общественные деятели: Лев Толстой, Максим Горький, Фёдор Шаляпин, Александр Куприн, Сергей Рахманинов, Мария Ермолова.
Иван Федорович Токмаков похоронен на кладбище в Кореизе, здесь же покоятся его сыновья.
После смерти Ивана Фёдоровича в 1908 году его жена передала больницу, школу и другие находившиеся в собственности Токмаковых здания земству, оставив за семьёй лишь жилые дома Олеиза. В 1920 году имение «Торгового дома Токмакова и Молоткова» в Алуште было национализировано, вошло в состав совхоз-завода «Алушта». На территории бывшей усадьбы Токмаковых располагался Дом отдыха работников искусств РАБИС.

## Семья
Иван Фёдорович Токмаков в 1867 году женился на Варваре Ивановне Тепловой (1850—1936). Об этом событии писал сосланный и известный в Забайкалье декабрист Михаил Бестужев. В письме к своей дочери Леле, Бестужев упомянул Ивана Фёдоровича. Из первого выпуска иркутского издания «Сибирь и декабристы», написанное 29 января 1866 года из Селенгинска в Москву, где жили сёстры и дочь Бестужева:
Всем другим я твой поклон передал, и все тебе тоже кланяются, а в особенности твои взрослые подруги по Кяхтинской гимназии Грушенька Старцова и Варенька Теплова. Обе они выходят замуж, первая за богатого — купца Лосева, а вторая за Токмакова, которого ты хорошо знала в Кяхте. Но свадьба их отложена до возвращения его из Тянзина, что, может быть, продолжится год или более.
Их дети:
- Елена (1868—1945), жена философа и богослова С. Н. Булгакова.

- Мария (1869—1954), первым браком замужем за публицистом Н. В. Водовозовым, с которым основала книгоиздательство, печатавшее легальную марксистскую литературу; вторым браком замужем за неврологом В. К. Хорошко.

- Сергей (1873—1913), муж Елизаветы Алексеевны Старцевы (1875—?), дочери купца А. Д. Старцева.

- Вячеслав (1873—1902), муж Отилии Мартыновны Берг, уроженки остзейских губерний.

- Николай (1880—1940), муж Елены Георгиевны Стойко (1883—1963).

- Галина (1882—1960), жена Владимира Николаевича Петрова-Кремнева.

Дети Токмаковых любили театр, часто устраивали спектакли и концерты. В 1901 году специально для подобных представлений Токмаковы построили народный дом, в котором было три драматических кружка. Вся семья принимала участие в подготовке спектаклей, репетициях, шитье костюмов, устройстве декораций. 20 января 1902 года здесь на танцевальном вечере побывали Л. Н. Толстой с супругой. Софья Андреевна записала в своём дневнике:
Ходила смотреть, как Саша (её дочь) играла роль Фионы, старой экономки в пьесе "Не всё коту масленица". Странное сочетание людей играющих: жена доктора, кузнец, фельдшерица, каменотёс и графиня. Это хорошо.